# Upplands runinskrifter 579
Upplands runinskrifter 579 är en runsten i Hårdnacka, Estuna socken, Norrtälje kommun. Den står rest i en hage, 75 meter nordväst om Lunda bro, 40 meter väster om ån.

## Stenen
Stenen »Widh Lunda ström» är i  granit, 1,73 meter hög, 1,12 meter bred och 15 centimeter tjock och huggen i kraftigt maner.

## Inskriften
Translitterering av runraden:
· uiþabiarn : arfi : kuþabiarnao : ri(t)- : --...- -(f)tiʀ : baruþ(a)r : si(n)(a) : u(r)-- : (a)(u)(k) : ----- (k)iari : kuþi : liufr : iftiʀ : bryþr : sina :
Normalisering till runsvenska:
Viðbiorn, arfi Guðbiarnaʀ, rett[i stæin æ]ftiʀ brøðr sina Or[ma](?) ok ... Gæiʀi(?), Guði(?), Liufʀ(?) æftiʀ brøðr sina.
Översättning till nusvenska:
Vidbjörn, Gudbjörns arvinge, reste stenen efter sina bröder Orme och . . . Gere, Gude (och) Ljuv efter sina bröder.

## Tolkningar
Att runföljden 1—9 skall återge mansnamnet Viðbiorn är otvivelaktigt. Detta namn finns på U 524 och U 537. Det vanliga mansnamnet Gudbiorn finns på U 576 och Sö 177. Den förste brodern hade ett namn, som bestått av fyra runor och börjar med ur. Namnet kan ha varit Ormi. Detta namn förekommer också på Sö 22 och på den försvunna Norrtäljestenen. Den andra broderns namn är svårt att veta. Om man räknar med att runorna 60—64 kiari utgöra slutet av namnet, bör det innehållit 10 runor. Man skulle kunna gissa på namn såsom Holmgæiiw, Frøygæiʀʀ, Jlroðgœíʀʀ. Minst lika sannolikt är, att kiari utgör namnet Gœíʀí. Då har denne broder Gœíʀí varit med om att rista stenen.